# Typ Pionier (Straßenbahn Timișoara)
Pionier war die Bezeichnung einer früheren Baureihe von Straßenbahn-Triebwagen bei der normalspurigen Straßenbahn Timișoara in Rumänien. Die Namensgebung erfolgte in Anlehnung an die Bezeichnung der Mitglieder der 1949 gegründeten sozialistischen Massenorganisation Organizaţia Pionierilor. Die 26 Wagen dieser Baureihe entstanden in den Jahren 1958 bis 1961 im Eigenbau bei der damals Întreprinderea Comunală Oraş Timişoara (I.C.O.T.) genannten örtlichen Straßenbahngesellschaft. Die Pionier-Wagen standen bis 1988 im Einsatz, sie waren – zusammen mit einigen verbliebenen FII-Wagen – die letzten Zweiachser sowie die letzten Zweirichtungswagen in Timișoara.

## Geschichte

### Produktion und erste Einsatzjahre
Mitte der 1950er Jahre bestand der Fahrzeugpark der Straßenbahn Timișoara überwiegend aus zweiachsigen Trieb- und Beiwagen in Zweirichtungsbauweise und mit Holzaufbau. Ausgenommen hiervon waren lediglich die sieben zwischen 1950 und 1954 entstandenen Großraumwagen des Typs Gb 2/2, die ebenfalls in den eigenen Werkstätten entstanden. Nachdem die Gesellschaft ab 1955 extern Großraumwagen des Typs V954 bei Electroputere beschaffen konnte, nutzte man die freigewordenen Kapazitäten vor Ort um die teilweise noch aus der Zeit vor dem Ersten Weltkrieg stammenden Altbauwagen zu modernisieren. Als Vorbild dienten hierzu die ab 1956 entstandenen Bukarester Rekowagen des Typs V56. Die Spenderfahrzeuge für den neuen Typ Pionier entstammten folgenden Baureihen:
- B = 19 Stück
- DII = 2 Stück
- C = 3 Stück, ehemals Beiwagen
- CII = 2 Stück, ehemals Beiwagen

Das heißt, es wurden auch fünf zuvor antriebslose Wagen im Zuge des Umbaus motorisiert. De facto handelte es sich bei den Pionier-Umbauwagen um Neubauten unter Weiterverwendung der alten Fahrgestelle, vergleichbar den Rekowagen in der DDR. Markanteste Änderung war der neue stählerne Wagenkasten in Einrichtungsbauweise mit festem Schaffnersitz und Fahrgastfluss von hinten nach vorne, wobei die Karosserie gestalterisch weitgehend dem Gb 2/2 entsprach. Jedoch war sie 3600 Millimeter kürzer und hatte deshalb auch nur fünf statt sieben Seitenfenster und nur zwei statt drei Türen, außerdem war der Wagenkasten 70 Millimeter schmäler. Auch bei den Pionier-Wagen profitierten die Fahrgäste somit von Einzelsitzen statt der bei den Spenderfahrzeugen üblichen Längssitzbänke. Neu waren außerdem die Scherenstromabnehmer statt der Bügelstromabnehmer bei den ursprünglichen Wagen. Diese entstammten jedoch einem parallel durchgeführten Modernisierungsprogramm in den Jahren 1956 bis 1960, als die Straßenbahngesellschaft alle ihre noch mit einem alten Bügel versehenen Wagen entsprechend ausstattete. Es entstanden zwei Pionier-Unterbaureihen, die anfänglich jedoch noch die Nummern ihrer Spenderwagen trugen. Die in der folgenden Tabelle angegebenen Betriebsnummern erhielten sie hingegen erst 1964:
|       | T.4-Einzeltriebwagen zehn Stück | T.5-Zwillingstriebwagen 16 Stück / acht Einheiten |
| 1958: | 131, 132, 133                   | 143–144, 145–146                                  |
| 1959: | 134, 135, 136                   | 147–148, 151–152                                  |
| 1960: | 137, 138                        | 141–142, 149–150, 155–156                         |
| 1961: | 139, 140                        | 153–154                                           |

Bei den Zwillingstriebwagen waren die Wagen 142, 144, 146, 148, 150, 152, 154 und 156 geführte Triebwagen, das heißt, sie besaßen weder einen Führerstand noch einen Stromabnehmer und konnten somit nur in einer Zugkomposition laufen. Diese spurtstarken Gespanne wurden für die Ringlinie 6 benötigt, die keine Endstelle und somit auch keine Pufferzeiten zum Ausgleichen von Verspätungen hatte, damals aber auf längere Einheiten umgestellt wurde. Dank der starken Motorisierung konnten die Zweiwagenzüge dennoch mit den, ansonsten auf dieser Route eingesetzten, zwei- und vierachsigen Solowagen mithalten. Nach Produktion der 26 Pionier-Wagen stellte die Werkstatt schließlich von 1962 bis 1966 – gleichfalls als Umbauwagen in Eigenregie – klassische Triebwagen-Beiwagen-Kompositionen aus T1-62-Triebwagen und R.1-Beiwagen her.
Die Pionier-Wagen kamen anfangs auf den Einrichtungslinien 2 (ab 1962 neue Nummer 1) und 3 (ab 1962 neue Nummer 2) sowie den Ringlinien 5 (ab 1962 neue Nummer 7) und 6 zum Einsatz. Die Einzeltriebwagen zogen dabei vor allem die neun im Jahr 1960 gebraucht aus Bukarest beschafften R.4-Beiwagen, hierbei wurden auch Dreiwagenzüge aus einem Triebwagen und zwei Beiwagen gebildet, die letzten verbliebenen C-Beiwagen sowie die beiden AII-Beiwagen.

### Umbau zu Zweirichtungswagen und Dreiwagenzügen
Um die Pionier-Triebwagen auch auf den seltener bedienten Zweirichtungslinien 3 (bis 1962: 8), 4, 5 (bis 1962: 9) und 7 (bis 1962: 5) – wobei letztere erst 1969 von einer Ringlinie zu einer Pendellinie mutierte – betreiben zu können, wurden sie ab Ende der 1960er Jahre zu Zweirichtungswagen umgebaut. Auf den Hauptlinien 1, 2 und 6 wurden sie hingegen ab 1972 sukzessive durch die neuen Timiș 2-Großraumzüge abgelöst. Teilweise wurden mit den Pionier-Wagen auch festgekuppelte Dreiwagenzüge gebildet, um auch auf den Außenstrecken längere Einheiten anbieten zu können. Weil auf den Linien 3, 4, 5 und 7 damals Zweirichtungsbetrieb mit einseitigen Türen stattfand, verfügten die umgebauten Wagen nach wie vor nur auf einer Seite über Einstiege und wurden teilweise auch weiterhin im reinen Einrichtungsbetrieb eingesetzt. 
Als erstes wandelte die Werkstatt 1968 die Triebwagen 143 und 144 in antriebslose Mittelwagen um und reihte sie 1969 zwischen die Triebwagen 103 und 104 des Typs F (Wagen 144) beziehungsweise zwischen die Triebwagen 107 und 108 des Typs Fa (Wagen 143) ein. Zumindest Wagen 144 wurde aber schon 1970 wieder aus dieser Zugkomposition herausgelöst. 
Speziell im Hinblick auf die neue Situation auf der Linie 7 erhielten schließlich die sieben verbliebenen Zwillingstriebwagen 141–142, 145–146, 147–148, 149–150, 151–152, 153–154 und 155–156 im Jahr 1969 einen zweiten Führerstand an der bisherigen Heckseite des geführten Wagens. Die übrigen elf Wagen – darunter auch der wieder freigesetzte Wagen 144 – wurden wie folgt zusammengestellt, auch die Mittelwagen 135 und 138 waren fortan antriebslos:
- 131–132
- 133–135–136
- 134–138–139
- 137–144–140

### Einsatzende
Nachdem ab Mitte der 1970er Jahre auch die noch verbliebenen Zweirichtungslinien 5 und 7 abschnittsweise zweigleisig ausgebaut wurden, mussten einige Pionier-Wagen noch in ihren letzten Einsatzjahren auf der bisher türlosen Seite nachträglich mit Einstiegen versehen werden. Die Linien 3 und 4 wurden hingegen ebenfalls Mitte der 1970er Jahre zu Einrichtungslinien umgewandelt und fortan mit modernerem Wagenmaterial betrieben. Nachdem auch die Linie 7 ab 1980 wieder als Ringlinie verkehrte, konnte auf die Pionier-Wagen weitgehend verzichtet werden.
Jedoch reaktivierte das mittlerweile I.J.T.L Timiș genannte Straßenbahnunternehmen 1985 noch einmal drei Pionier-Züge für die Linie 5, auf der sie die Holzaufbauwagen des Typs FII im Regelverkehr weitgehend ablösten. Auf dieser Linie waren damals vier Kurse im Einsatz, womit auf die FII-Züge weiterhin nicht verzichtet werden konnte. Bei den wieder in Betrieb genommenen Wagen handelte es sich um die Züge 105–106 (nach Umnummerierung), 153–154 und 180–182 (nach Umnummerierung). Die ursprünglichen Nummern der beiden umnummerierten Züge sind nicht überliefert. Zuletzt wurde auch noch Zug 153–154 umnummeriert und erhielt die neue Bezeichnung 453–454. 
Nachdem die Linie 5 schließlich 1988 im Hinblick auf die Umstellung auf Einrichtungsbetrieb bis 1992 vorübergehend eingestellt worden war, endete der Einsatz des Typs Pionier. Von den 26 Wagen blieb keiner erhalten.